# Rašica (gmina Velike Lašče)
Rašica – wieś w Słowenii, w gminie Velike Lašče. W 2018 roku liczyła 288 mieszkańców.